# Классификация простых конечных групп
Теорема о классификации простых конечных групп — теорема теории групп, классифицирующая с точностью до изоморфизма простые конечные группы.
Простые конечные группы — «элементарные кирпичики», из которых можно построить любую конечную группу, так же, как любое натуральное число можно разложить в произведение простых. Теорема Жордана — Гёльдера является более точным способом выражения этого факта для конечных групп. Однако существенное отличие от факторизации целых чисел заключается в том, что такие «кирпичики» не будут определять группу однозначно, так как может существовать множество неизоморфных групп с теми же композиционными рядами.
Теорема считается доказанной в серии работ примерно 100 авторов, опубликованных в основном с 1955 по 2004 годы и содержащих в общей сложности тысячи страниц текста. Ричард Лайонс, Рональд Соломон и (ранее) Дэниел Горенстейн постепенно публикуют упрощённую и пересмотренную версию доказательства.
Теорема классификации находит применение во многих областях математики, так как вопросы о структуре конечных групп (и их действия на другие математические объекты) могут быть иногда сведены к вопросам о конечных простых группах. Благодаря теореме о классификации на такие вопросы можно иногда ответить, проверив каждое семейство простых групп и каждую спорадическую группу.

## Формулировка
1. циклические группы {\displaystyle \mathbb {Z} _{p}} простого порядка;
2. знакопеременные группы {\displaystyle A_{n}} перестановок не менее 5 элементов;
3. простые группы типа Ли, а именно:

- классические группы Ли над конечным полем, а именно, группы Шевалле {\displaystyle PSL(n,F_{q})}, {\displaystyle PSU(n,F_{q})}, {\displaystyle PSp(n,F_{q})} и {\displaystyle PSO(n,F_{q})};
- исключительные и скрученные формы групп типа Ли (включая группу Титса).

## Обзор доказательства теоремы классификации
Горенстейн написал двухтомник с набросками доказательства для низких рангов и нечётных характеристик, а Ашбахер написал 3-й том, покрывающий оставшиеся случаи характеристики 2. Доказательство можно разбить на несколько основных частей:

### Группы малого 2-ранга
Простые группы низкого 2-ранга являются, в основном, группами лиева типа с малым рангом над полями нечётной характеристики, наряду с пятью знакопеременными группами, семью группами характеристического типа 2 и девятью спорадическими группами.
Простые группы малого 2-ранга включают:
- Группы 2-ранга 0, другими словами, группы нечётного порядка, которые все являются разрешимыми по теореме Томпсона — Фейта.
- Группы 2-ранга 1. Силовские 2-подгруппы являются либо циклическими, с которыми легко работать с использованием функций перехода, либо обобщёнными кватернионами, с которыми работают при помощи теоремы Брауэра — Судзуки[англ.]. В частности, не существует простых групп 2-ранга 1.
- Группы 2-ранга 2. Альперин показал, что силовская подгруппа должна быть диэдральной, квазидиэдральной, сплетённой или силовской 2-подгруппой группы U3(4). Первый случай покрывает теорема Горенстейна — Уолтера[англ.], которая показывает, что только простые группы изоморфны L2(q) для нечётных q, или группе A7. Второй и третий случаи покрывает теорема Альперина — Брауэра — Горенстейна, из которой вытекает, что только простые группы изоморфны {\displaystyle L_{3}(q)} или {\displaystyle U_{3}(q)} для нечётных q, или группе M11. Последний случай покрывает Лайонс, показавший, что {\displaystyle U_{3}(4)} является единственной простой возможностью.
- Группы секционного 2-ранга, не превосходящего 4, классифицируются теоремой Горенстейна – Харады[англ.].

Классификация групп малого 2-ранга, особенно рангов, не превосходящих 2, интенсивно использует обычную и модулярную теорию характеров, которая почти нигде не применяется явно в других местах классификации.
Все группы за пределами малых 2-рангов можно разбить на два больших класса — группы компонентного типа и группы характеристического типа 2. Если группа имеет секционный 2-ранг, не меньший 5, МакВильямс показал, что её силовские 2-подгруппы связны, а из теоремы баланса следует, что любая простая группа со связной силовской 2-подгруппой либо является группой компонентного типа, либо группой характеристического типа 2. (Для групп низкого 2-ранга доказательство этого не проходит, поскольку теоремы, такие как теорема о сигнализаторном функторе, работают только для групп с элементарными абелевыми подгруппами ранга по меньшей мере 3.)

### Группы компонентного типа
Говорят, что группа является группой компонентного типа, если для некоторого централизатора C инволюции C/O(C) имеет компоненту (квазипростую субнормальную подгруппу; здесь O(C) — ядро C, максимальная нормальная подгруппа нечётного порядка).
Они представлены в основном группами лиева типа нечётной характеристики с большим рангом и знакопеременными группами, а также некоторыми спорадическими группами.
Главный шаг в данном случае — исключить препятствие с ядром инволюции. Делается это с помощью B-теоремы, которая утверждает, что любая компонента C/O(C) является образом компоненты ядра C.
Идея заключается в том, что эти группы имеют централизатор инволюции с компонентой, являющейся меньшей квазипростой группой, которая может считаться уже известной по индукции. Так что для классификации этих групп можно взять каждое центральное расширение каждой известной конечной простой группы и найти все простые группы с централизатором инволюции с этой группой в качестве компоненты. Это даёт огромное число различных случаев, требующих проверки — помимо того, что имеются 26 спорадических групп, 16 семейств групп лиева типа и знакопеременные группы, ещё и многие группы малого ранга или над малыми полями ведут себя отлично от основного случая и должны быть рассмотрены отдельно. Кроме того, группы лиева типа чётной и нечётной характеристики также ведут себя по-разному.

### Группы характеристического типа 2
Группа имеет характеристический тип 2, если обобщённая группа Фиттинга F*(Y) любой 2-локальной подгруппы Y является 2-группой. Как подсказывает название, эти группы, грубо говоря, являются группами лиева типа над полями характеристики 2, плюс некоторое количество других групп, знакопеременных, спорадических или нечётной характеристики. Классификация этих групп делится на случаи большого и малого ранга, где ранг — наибольший ранг нечётной абелевой подгруппы, нормализующей нетривиальную 2-подгруппу, и этот ранг часто (но не всегда) является рангом подалгебры Картана, когда группа является группой лиева типа характеристики 2.
Группы ранга 1 — это тонкие группы, классифицированные Ашбахером, а группы ранга 2 — это доставившие немало проблем квазитонкие группы, классифицированные Ашбахером и Смитом. Они, грубо говоря, соответствуют группам лиева типа рангов 1 или 2 над полями характеристики 2.
Группы ранга 3 и выше делятся на три класса согласно теореме о трихотомии, доказанной Ашбахером для ранга 3 и Горенстейном с Лайонсом для ранга 4 и выше.
Эти три класса: группы типа GF(2) (в основном классифицированные Тиммесфельдом), группы «стандартного типа» для некоторых нечётных простых (классифицированы теоремой Гилмана — Гриса и работами некоторых других авторов) и группы «уникального» (uniqueness) типа, для которых из результата Ашбахера вытекает, что среди них нет простых групп.
Случай общего высокого ранга представляют большей частью группы лиева типа над полями характеристики 2 с рангом по меньшей мере 3 или 4.

### Существование и единственность простых групп
Большая часть классификации даёт описание каждой простой группы. Необходимо проверить, что существует простая группа для каждого описанного случая и что она единственна. Это даёт большое число дополнительных проблем. Например, оригинальные доказательства существования и единственности Монстра занимают около 200 страниц, а идентификация групп Ри Томпсоном и Бомбиери была одной из труднейших частей классификации. Многие из доказательств существования и некоторые из доказательств единственности для спорадических групп первоначально использовали компьютерные вычисления, большинство из которых затем были заменены более короткими доказательствами, сделанными вручную.

## История вопроса

### Программа Горенстейна
В 1972 году Горенстейн объявил программу завершения классификации конечных простых групп, состоящую из следующих 16 шагов:
1. Группы низкого 2-ранга. По существу, это было сделано Горенстейном и Харадой, которые классифицировали группы с секционным 2-рангом, не превосходящим 4. Большинство случаев 2-ранга, не превосходящего 2, уже было сделано к тому времени Горенстейном, объявившим программу.
2. Полупростота 2-слоёв. Задача заключается в доказательстве, что 2-слой централизатора инволюции в простой группе является полупростым.
3. Стандартная форма при нечётной характеристике. Если группа имеет инволюцию с 2-компонентой, являющейся группой лиева типа с нечётной характеристикой, нужно показать, что группа имеет централизатор инволюции в «стандартной форме», что означает, что централизатор инволюции имеет компоненту лиева типа с нечётной характеристикой и имеет централизатор с 2-рангом 1.
4. Классификация групп нечётного типа. Задача заключается в доказательстве, что если группа имеет централизатор инволюции в «стандартной форме», то эта группа является группой лиева типа с нечётной характеристикой. Задачу решил Ашбахер, доказав классическую теорему об инволюции[англ.].
5. Квазистандартная форма
6. Центральные инволюции
7. Классификация знакопеременных групп
8. Некоторые спорадические группы
9. Тонкие группы. Простые тонкие конечные группы с 2-локальным p-рангом, не превосходящим 1 для нечётных простых p, классифицировал Ашбахер в 1978
10. Группы со строго p-вложенной подгруппой для нечётных p
11. Метод сигнализаторного функтора для нечётных простых чисел. Главная задача — доказать теорему о сигнализаторном функторе[англ.] для неразрешимых сигнализаторных функторов. Задачу решил Макбрайд в 1982.
12. Группы характеристического типа p. Это задача о группах со строго p-вложенной 2-локальной подгруппой для нечётного p, которую решил Ашбахер.
13. Квазитонкие группы. Квазитонкая группа[англ.] — это группа, 2-локальные подгруппы которой имеют p-ранг, не превосходящий 2, для всех нечётных простых p. Задача заключается в классификации таких простых групп с характеристическим типом 2. Задачу выполнили Ашбахер и Смит в 2004 году.
14. Группы низкого 2-локального 3-ранга. Задача была, по существу, уже решена теоремой о трихотомии[англ.] Ашбахера для групп с e(G)=3. Главное изменение заключалось в замене 2-локального 3-ранга на 2-локальный p-ранг для нечётных простых чисел.
15. Централизаторы 3-элементов в стандартной форме. Задача, по существу, решена теоремой о трихотомии[англ.].
16. Классификация простых групп с характеристическим типом 2. Эта часть классификации была выполнена с помощью теоремы Гилмана — Гриса[англ.], в которой 3-элементы были заменены на p-элементы для нечётных простых чисел.

Горенстейн объявил в 1983 году, что все конечные простые группы классифицированы, но заявление было преждевременным, так как он был недостаточно осведомлён относительно классификации квазитонких групп. Об окончательном завершении доказательства объявил Ашбахер в 2004 году после того, как он вместе со Смитом опубликовал 1221-страничное доказательство для недостававшего квазитонкого случая.

### Хронология доказательства
Большая часть информации в списке взята из статьи Соломона. Приведённые даты, как правило, являются датой публикации полного доказательства результата. Эта дата иногда на несколько лет позже доказательства или первого объявления результата, так что может показаться, что события идут в «неверном» порядке.
| Дата публикации | |
| --------------- | --- |
| 1832            | Галуа вводит нормальные подгруппы и находит простые группы An ({\displaystyle n\geqslant 5}) и PSL2(Fp) ({\displaystyle p\geqslant 5}) |
| 1854            | Кэли определяет абстрактные группы |
| 1861            | Матьё описывает первые две группы Матьё M11, M12, первые спорадические простые группы, и объявляет о существовании группы M24. |
| 1870            | Жордан перечисляет некоторые простые группы — знакопеременные и проективные специальные линейные группы, и подчёркивает важность этих простых групп. |
| 1872            | Сюлов доказывает Теоремы Силова |
| 1873            | Матьё вводит ещё три группы Матьё M22, M23, M24. |
| 1892            | Отто Гёльдер доказывает, что порядок любой неабелевой конечной простой группы должен быть произведением по меньшей мере четырёх (не обязательно различных) простых чисел и ставит вопрос о классификации конечных простых групп.                                                                 |
| 1893            | Коул классифицирует простые группы с порядком до 660 |
| 1896            | Фробениус и Бёрнсайд начали изучение теории характеров конечных групп. |
| 1899            | Бёрнсайд классифицирует простые группы, в которых централизатор любой инволюции является нетривиальной элементарной абелевой 2-группой. |
| 1901            | Фробениус доказывает, что группа Фробениуса имеет ядро Фробениуса, так что она не является простой. |
| 1901            | Леонард Диксон определяет классические группы над произвольными конечными полями и исключительные группы типа G2 над полями с нечётной характеристикой. |
| 1901            | Диксон вводит исключительные конечные простые группы типа E6. |
| 1904            | Бёрнсайд использует теорию характеров для доказательства теоремы Бёрнсайда, что порядок любой неабелевой простой группы должен делиться по меньшей мере на 3 различных простых числа. |
| 1905            | Диксон вводит простые группы типа G2 над полями с чётной характеристикой |
| 1911            | Бёрнсайд высказывает гипотезу, что любая неабелева конечная простая группа имеет чётный порядок |
| 1928            | Холл доказывает существование подгрупп Холла разрешимых групп |
| 1933            | Холл начинает изучение p-групп |
| 1935            | Брауэр начинает изучение модулярных характеров |
| 1936            | Цассенхаус классифицирует конечные строго 3-транзитивные группы перестановок |
| 1938            | Фиттинг вводит подгруппу Фиттинга и доказывает теорему Фиттинга, что для разрешимых групп подгруппа Фиттинга содержит централизатор группы. |
| 1942            | Брауэр описывает p-модулярные характеры групп, порядок которых делится на p, но не на p2. |
| 1954            | Брауэр классифицирует простые группы с централизатором инволюции GL2(Fq). |
| 1955            | Из теоремы Брауэра — Фаулера следует, что число конечных простых групп с заданным централизатором инволюции конечно, что даёт повод для попытки классификации с использованием централизаторов инволюций.                                                                                        |
| 1955            | Шевалле вводит группы Шевалле, в частности, исключительные простые группы типов F4, E7 и E8. |
| 1956            | Теорема Холла — Хигмана |
| 1957            | Судзуки показал, что все конечные простые CA-группы нечётного порядка цикличны. |
| 1958            | Теоерма Брауэра — Судзуки — Уолла описывает проективные специальные линейные группы ранга 1 и классифицирует простые CA-группы. |
| 1959            | Штейнберг ввёл группы Штейнберга, что дало новые конечные простые группы типов 3D4 и 2E6 (вторую из них почти в то же время нашёл независимо Жак Титс). |
| 1959            | Теорема Брауэра — Судзуки о группах с обобщёнными кватернионными силовскими 2-подгруппами показала, что среди них нет простых групп. |
| 1960            | Томпсон доказал, что группа с автоморфизмами без неподвижных точек простого порядка нильпотентна. |
| 1960            | Фейт, Холл и Томпсон показывают, что все конечные простые CN-группы нечётного порядка цикличны. |
| 1960            | Судзуки вводит группы Судзуки типа 2B2. |
| 1961            | Ри вводит группы Ри типа 2F4 и 2G2. |
| 1963            | Фейт и Томпсон доказали теорему о нечётном порядке. |
| 1964            | Титс вводит BN-пары для групп лиева типа и находит группу Титса |
| 1965            | Теорема Горенстейна — Уолтера классифицирует группы с диэдральными силовскими 2-подгруппами. |
| 1966            | Глауберман доказывает Z*-теорему |
| 1966            | Янко вводит группу Янко J1, первую новую спорадическую группу почти за столетие. |
| 1968            | Глауберман доказывает ZJ-теорему |
| 1968            | Хигман и Симс вводят группу Хигмана — Симса |
| 1968            | Конвей вводит группы Конвея |
| 1969            | Теорема Уолтера классифицирует группы с абелевыми силовскими 2-подгруппами |
| 1969            | Появление спорадической группы Судзуки, группы Янко J2, группы Янко J3, группы МакЛафлина и группы Хельда. |
| 1969            | Горенстейн вводит сигнализаторные функторы, основываясь на идеях Томпсона. |
| 1970            | МакВильямс показал, что 2-группы без нормальных абелевых подгрупп ранга 3 имеют секционный 2-ранг, не превосходящий 4. (Простые группы с силовскими подгруппами, удовлетворяющие последнему условию, позже классифицировали Горенстейн и Харада.)                                                |
| 1970            | Бендер вводит подгруппу Фиттинга |
| 1970            | Теорема Альперина — Брауэра — Горенстейна классифицирует группы с квазидиэдральными или скрученными силовскими 2-подгруппами, завершая тем самым классификацию простых групп с 2-рангом, не превосходящим 2                                                                                      |
| 1971            | Фишер вводит три группы Фишера |
| 1971            | Томпсон классифицирует квадратичные пары |
| 1971            | Бендер классифицирует группы с сильно вложенной подгруппой |
| 1972            | Горенстейн предлагает 16-этапную программу классификации конечных простых групп. |
| 1972            | Лайонс вводит группу Лайонса |
| 1973            | Рудвалис представляет группу Рудвалиса |
| 1973            | Фишер открывает группу «Малый Монстр» (работа не опубликована), которую Фишер и Грисс используют для открытия группы «Монстр», которая, в свою очередь, приводит к обнаружению Томпсоном спорадической группы Томпсона и Нортоном группы Харады-Нортона (также найдена другим способом Харадой). |
| 1974            | Томпсон классифицирует N-группы — группы, в которых все локальные подгруппы разрешимы. |
| 1974            | Теорема Горенстейна — Харады классифицирует простые группы, секционные 2-ранги которых не превосходят 4, деля тем самым оставшиеся конечные простые группы на группы компонентного типа и группы характеристического типа 2.                                                                     |
| 1974            | Титс показывает, что группы с парами (B, N) ранга, не меньшего 3, являются группами лиева типа |
| 1974            | Ашбахер классифицирует группы с подходящим 2-порождённым ядром |
| 1975            | Горенстейн и Уолтер доказывают теорему о L-балансе |
| 1976            | Глауберман доказывает теорему о разрешимом сигнализаторном функторе |
| 1976            | Ашбахер доказывает теорему о компонентах, показывая, что группы нечётного типа, удовлетворяющие некоторым условиям, имеют компоненту в стандартной форме. Группы с компонентой в стандартной форме были классифицированы в большой совокупности статей различных авторов.                        |
| 1976            | О’Нан вводит группу О'Нана |
| 1976            | Янко вводит группу Янко J4, последнюю открытую спорадическую группу |
| 1977            | Ашбахер описывает группы лиева типа с нечётной характеристикой в своей классической теореме об инволюции. После этой теоремы, которая, в некотором смысле, имеет дело с «большинством» простых групп, наступило чувство, что конец классификации не за горами.                                   |
| 1978            | Тиммесфельд разбивает классификацию групп типа GF(2) на несколько меньших задач. |
| 1978            | Ашбахер классифицирует тонкие конечные группы, которые, главным образом, являются группами лиева типа с рангом 1 над полем чётной характеристики. |
| 1981            | Бомбиери использует теорию исключения для завершения работы Томпсона по описанию групп Ри, одного из самых трудных шагов классификации. |
| 1982            | Макбрайд доказывает теорему о сигнализаторном функторе для всех конечных групп. |
| 1982            | Грисс строит группу «Монстр» вручную |
| 1983            | Теорема Гилмана — Гриса классифицирует группы характеристического типа 2 и ранга по меньшей мере 4 со стандартными компонентами, одним из трёх случаев теоремы о трихотомии. |
| 1983            | Ашбахер доказывает, что никакая конечная группа не удовлетворяет гипотезе уникальности, одному из трёх случаев теоремы о трихотомии для групп характеристического типа 2. |
| 1983            | Горенстейн и Лайонс доказывают теорему о трихотомии для групп характеристического типа 2 и ранга, не меньшего 4, в то время как Ашбахер доказывает её для ранга 3. Это делит такие группы на 3 подкласса — случай уникальности, группы типа GF(2) и группы со стандартными компонентами.         |
| 1983            | Горенстейн объявляет о завершении доказательства теоремы классификации. Несколько преждевременно, поскольку доказательство для квазитонкого случая не завершено. |
| 1994            | Горенстейн, Лайонс и Соломон начинают публикацию пересмотренной классификации |
| 2004            | Ашбахер и Смит публикуют работу о квазитонких группах (которые являются, главным образом, группами лиева типа ранга 2 и выше над полями с чётной характеристикой), заполняя последний пробел в классификации, известный на то время.                                                             |
| 2008            | Харада и Соломон заполняют небольшой пробел в классификации описанием групп со стандартной компонентой, которая покрывает группу Матьё M22. Этот случай был случайно пропущен в доказательстве классификации ввиду ошибки при вычислении мультипликатора Шура для M22.                           |
| 2012            | Джорджс Гонтир с соавторами объявил о проверенной на компьютере версии теоремы Томпсона — Фейта, для чего была использована система автоматического доказательства Coq. |

## Классификация второго поколения
Доказательство теоремы на момент примерно 1985 года можно назвать первым поколением. Ввиду крайне большой длины доказательства первого поколения и разрозненности входящих в него материалов ведётся большая работа по созданию единого и более простого доказательства, названного доказательством классификации второго поколения; это направление также известно как «ревизионизм». Эту работу ведут Ричард Лайонс и Рональд Соломон, а также вёл Дэниел Горенстейн до своей смерти в 1992 году. Они выпускают доказательство в виде серии книг, иногда называемой GLS по фамилиям авторов. К работе над последними томами также присоединились Инна Капдебоск и Гернот Строт.
Содержащееся в серии GLS доказательство не полностью автономно, оно опирается на некоторые другие работы, в том числе двухтомник The classification of quasithin groups Ашбахера и Смита, посвящённый квазитонкому случаю.
К 2023 году готово десять томов серии; планируется, что всего будет опубликовано 12 томов. Хотя доказательство второго поколения более компактное, чем доказательство первого поколения, оно всё равно занимает тысячи страниц.
Горенстейн с соавторами указали причины, по которым можно упростить имевшееся ранее доказательство.
- Наиболее важно, что теперь известно само правильное финальное утверждение теоремы. Теперь могут быть использованы более простые методы, подходящие для известных типов простых конечных групп. Напротив, авторы, работавшие с первым поколением доказательства, не знали, сколько существует спорадических групп, и, фактически, некоторые спорадические группы (такие как группы Янко) были обнаружены во время доказательства других случаев теоремы классификации. В результате многие части теоремы доказывались с использованием слишком общих методов.
- Поскольку окончательное утверждение было неизвестно, первое поколение доказательства состоит из большого числа самостоятельных теорем, имеющих дело с важными особыми случаями. Большая часть работы по доказательству этих теорем посвящена анализу многочисленных особых случаев. В большом, упорядоченном доказательстве работа с многими из этих особых случаев может быть отложена, пока не появится возможность применения более сильных предположений. Цена этой стратегии — некоторые теоремы первого поколения не имеют тогда сравнительно коротких доказательств, а опираются на полную классификацию.
- Многие теоремы первого поколения перекрывают друг друга и тем самым разбивают классификацию на возможные случаи неэффективно. В результате семейства и подсемейства конечных простых групп были идентифицированы неоднократно. Пересмотренное доказательство исключает эти повторения путём другого разбиения на случаи.
- Теоретики конечных групп получили большой опыт в такого рода работе и имеют возможность использовать новые методы.

Ашбахер назвал работу над задачей классификации, проведённую Ульрихом Майрфранкенфельдом, Берндом Штеллмахером, Гернотом Стротом и несколькими другими, программой третьего поколения. Одна из целей этой работы — рассматривать все группы в характеристике 2 единообразно с помощью метода соединения.

### Почему доказательство так длинно?
Горенстейн обсуждал подходы к поиску гораздо более простого доказательства, наподобие классификации компактных групп Ли, и причины, по которым такого доказательство может не существовать вовсе.
- Наиболее очевидная причина — список простых групп достаточно сложен: помимо 26 спорадических групп, имеется много особых случаев, которые необходимо рассмотреть в любом доказательстве. До сих пор не найдено ясное единообразное описание конечных простых групп, подобное параметризации компактных групп Ли с помощью диаграмм Дынкина.
- Атья и другие высказали предположение, что классификация могла бы быть упрощена путём построения некоторого геометрического объекта, на котором группы действуют, а затем классифицировать геометрические структуры этого объекта. Проблема здесь в том, что никто не смог предложить простого пути нахождения такой геометрической структуры, ассоциированной с простой группой. В некотором смысле классификация уже работает путём нахождения геометрических структур, таких как пары (B, N), но они появляются в самом конце очень длинного и трудного анализа структуры конечной простой группы.
- Другое предложение по упрощению доказательства заключается в большем использовании теории представлений. Проблема здесь в том, что теория представлений, по-видимому, требует очень тесного контроля над подгруппами группы, чтобы работать хорошо. Для групп малого ранга такой контроль имеется и теория представлений работает хорошо, но для групп большего ранга никто не добился успеха в использовании теории представлений для упрощения классификации. В начале попыток классификации прилагались большие усилия для использования теории представлений, но это не принесло больших успехов для случаев больших рангов.

## Следствия классификации
В этом разделе перечислены некоторые результаты, которые доказаны с помощью теоремы классификации конечных простых групп.
- Гипотеза Шрайера[англ.]
- Теорема о сигнализаторном функторе[англ.]
- B-гипотеза[англ.]
- Теорема Шура — Затценхауса[англ.] для всех групп (хотя она использует только теорему Томпсона — Фейта).
- Транзитивная группа перестановок на конечном множестве с более чем одним элементом имеет элемент без фиксированной точки с порядком, равным степени простого числа.
- Классификация 2-транзитивных групп перестановок.
- Классификация групп перестановок ранга 3.
- Гипотеза Симса
- Гипотеза Фробениуса[англ.] о числе решений уравнения xn = 1 для элементов группы.
- Типы О’Нэна — Скотта — следствие теоремы О’Нэна — Скотта.